# Burgarella
Burgarella (o Bulgarella) è un'antica famiglia della nobiltà ericina ed un ramo fu importante per l’economia imprenditoriale a Trapani, tra le più influenti dalla fine del XVIII secolo alla metà del XX.

## Storia

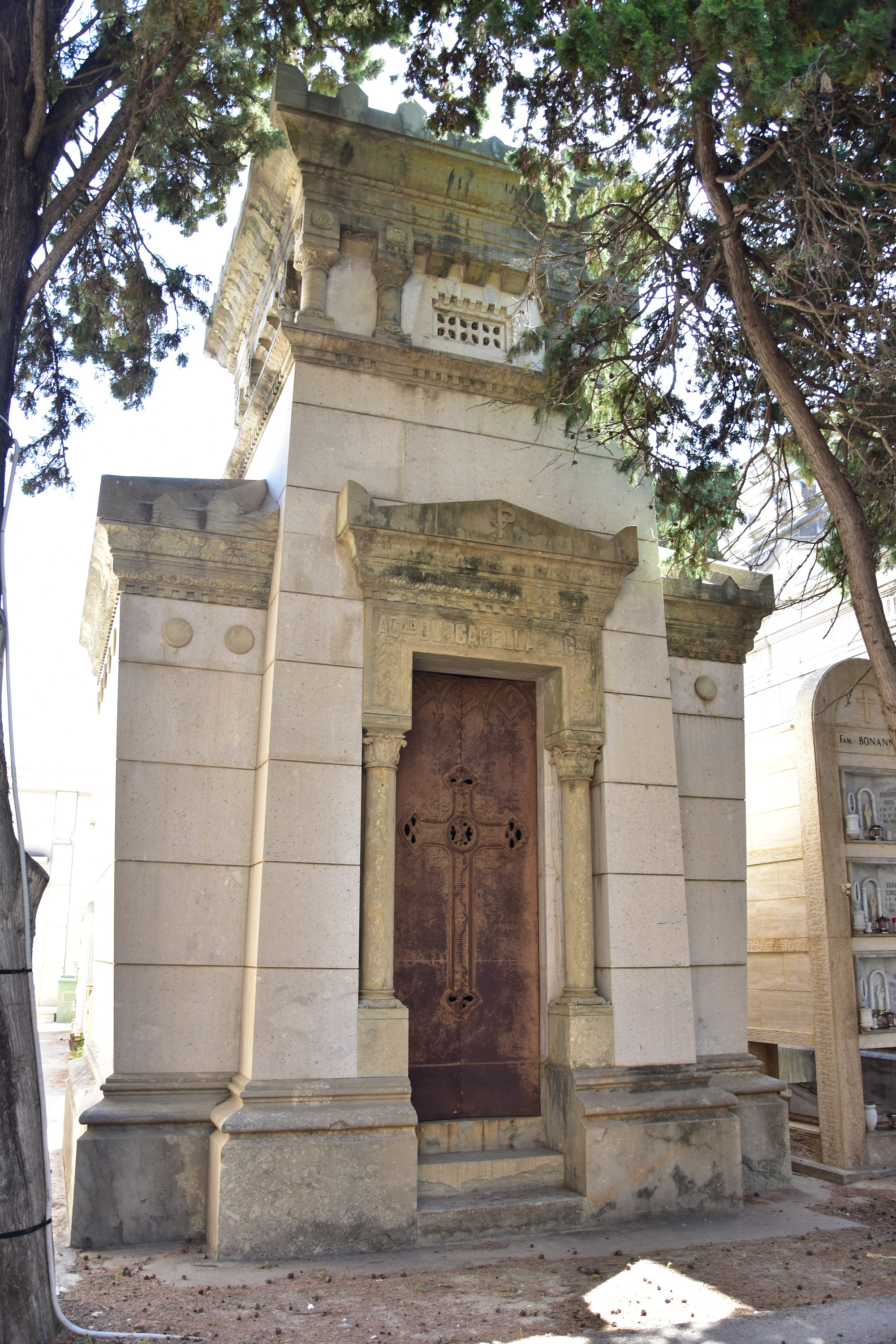
Cappella della famiglia Burgarella nel cimitero di Trapani

I Burgarella operarono nel settore della pesca e lavorazione del tonno rosso e della produzione e trasporto del sale marino prima a Trapani, ma anche all'estero. Impiantarono tonnare a Tripoli; entrarono in rapporti d'affari con l'India e la Cina; costruirono centrali elettriche, con le quali alimentarono tutta la città di Aden.
Agostino Burgarela Ajola fu tra i fondatori della Banca Sicula e della Banca del popolo, costruendo le saline a Porto Said, Massaua, Porto Sudan e Aden, oggi ritenute tra le più grandi saline del mondo. La famiglia strinse rapporti matrimoniali con i D'Alì, Platamone e Stabile.

## Personaggi
- Agostino Burgarella Ajola (Trapani 1823 – Suez 1892) – Banchiere e imprenditore
- Agostino Burgarella (Trapani 1884 – 1959) – podestà di Trapani dal giugno 1933 all'aprile 1936, ingegnere navale.